# 도요오카역 (효고현)
도요오카역(일본어: 豊岡駅, とよおかえき)은 일본 효고현 도요오카시에 있는 서일본 여객철도·교토 단고 철도의 철도역이다.

## 개요
도요오카시에서 가장 규모카 큰 철도역으로 특급 "기노사키", "고노토리"를 비롯한 모든 정기 여객 열차가 정차하고 있으며 하마사카 방면, 후쿠치야마 방면의 대부분의 보통 열차가 도요오카 역에서 시종착한다.
다만 후쿠치야마 방면에서 온 보통 열차 가운데 일부는 기노사키온센역까지 운행하기도 하며 2011년 2월 13일 지금의 역사가 완공되었으며 고노토리로 투입될 서일본 여객철도 287계 전동차의 공개식이 열린 곳이기도 하다.

## 서일본 여객철도
단식·섬식 2면 3선 구조의 지상역으로 선상역사를 가지고 있는데 개찰구는 2층에 있으며 1층에 있는 승강장과는 계단과 엘리베이터로 연결되어 있다.
관리역장이 배치된 직영역으로, 산인 본선 야부역 ~ 이구미역 구간을 관리하고 있으며 1·3·4번 승강장만 사용되고 있는 반면 2번선은 대기선으로 쓰이기 때문에 비어 있다.
| 1·3·4 | ■ 산인 본선 | 상행 | 와다야마 · 후쿠치야마 · 교토 · 오사카 방면 |
| 1·3·4 | ■ 산인 본선 | 하행 | 기노사키온센 · 하마사카 · 돗토리 방면      |

## 교토 단고 철도
한쪽이 막힌 두단식 1면 1선 구조의 지상역으로 서일본 여객철도 1번 승강장의 반대쪽에 승강장이 위치해 있으며 별도의 역사를 사용하고 있다.
기타킨키 단고 철도의 15개의 유인역 중 하나이지만 아침과 저녁 시간대에는 승무원이 머무르지 않는다.

## 역세권 정보
- 도요오카 성
- 도요오카시청사

## 역사
- 1909년 7월 10일 : 일본국유철도 요카 역 ~ 도요오카 역 구간의 개통과 동시에 개업.
- 1912년 3월 1일 : 반탄 선의 지선 및 산인히가시 선의 일부였던 후쿠치야마역 ~ 와다야마역 ~ 가스미역 구간이 아마루베 철교의 개통으로 산인 본선에 통합되었다.
- 1929년 12월 15일 : 미네토요 선이 구미하마 역까지 개통.
- 1987년 4월 1일 : 민영화에 따라 서일본 여객철도의 소속이 되었다.
- 1990년 4월 1일 : 기타킨키 단고 철도가 미네토요 선을 인수하여, 미야즈 선으로 바뀌었다.
- 2006년 12월 18일 : 오후부터 발차 멜로디 사용 개시.
- 2008년 8월 11일 : 당 역에서 처음으로 223계 전동차가 영업 운전 개시.
- 2011년 2월 13일 : JR 서일본 신 역사가 완성되어, 공용 개시.
- 2012년 3월 17일 : 역 앞 광장(노선 버스 · 택시 주차장 등)이 완성. 공용 개시.
- 2015년 4월 1일 : 기타킨키 단고 철도 미야즈 선이 WILLER TRAINS로 이관되어, 교토 단고 철도 미야즈 선이 되었다.

## 인접역
| 서일본 여객철도 산인 본선                | 서일본 여객철도 산인 본선 | 서일본 여객철도 산인 본선         |
| ---------------------------------------- | ------------------------- | --------------------------------- |
| 고쿠후 교토 방면                         | ■ 산인 본선               | 겐부도 기노사키온센·하마사카 방면 |
| WILLER TRAINS (교토 단고 철도) 미야즈 선 |                           |                                   |
| 다지마미에 니시마이즈루 방면             | ■ 미야즈 선               | 시·종착역                         |